# هورودنيتسيا (محافظة جيتومير)
هورودنيتسيا (Городниця) هي بلدة من النمط المدني في محافظة جيتومير في أوكرانيا.
يبلغ عدد سكانها حوالي 5,604 نسمة.